# Saint-Quirin
Saint-Quirin (deutsch Sankt Quirin) ist eine französische Gemeinde mit 693 Einwohnern (Stand 1. Januar 2022) und ein Dorf im Département Moselle in der Region Grand Est (bis 2015 Lothringen).
Der Ort wurde von der Vereinigung Les Plus Beaux Villages de France zu einem der schönsten Dörfer Frankreichs erklärt.

## Geographie
Die Gemeinde Saint-Quirin liegt in den Vogesen zwischen Weißer und Roter Saar, neun Kilometer südöstlich von Lorquin (Lörchingen) und 17 Kilometer südlich von Sarrebourg (Saarburg).

## Geschichte
Urkundlich erstmals erwähnt wurde der Ort  im Jahr 966. Der Ortsname geht auf den Heiligen Quirinus von Neuss zurück, einen römischen Tribun und christlichen Märtyrer. Das Dorf gehörte früher zum Bistum Metz.
Das Dorf entstand auf dem Territorium der Grafschaft Dagsburg, deren Besitzer 966 eine Priorei stifteten, der Geppa, die Nichte des Bischofs Leo, die Reliquien 
brachte. Die Priorei mit Kapelle wurde 1052 mit der Abtei Marmoutier verbunden und stand zuerst auf einer Anhöhe und dann im Tal.
Das Priorat in Sankt Quirin wurde im Dreißigjährigen Krieg zerstört und im 18. Jahrhundert teilweise wieder aufgebaut. Bereits im 15. Jahrhundert siedelte sich eine Glasfabrik an, die vor allem Spiegel und Gläser für den Herzogspalast von Nancy fertigte. Bis zur Französischen Revolution gehörten auch die Gemeinden Métairies-Saint-Quirin (Métairies)  und Vasperviller (Wasperweiler) zu Sankt Quirin. Während der Revolutionsjahre hieß die Stadt vorübergehend Cœur-Francs.
Durch den Frankfurter Frieden vom 10. Mai 1871 kam die Region an das deutsche Reichsland Elsaß-Lothringen, und das Dorf wurde dem Kreis Saarburg im Bezirk Lothringen zugeordnet.
Ende des 19. Jahrhunderts war St. Quirin ganz französischsprachig. Lediglich in dem Ortsteil Lettenbach lebten einige deutschsprachige Familien.
Nach dem Ersten Weltkrieg musste die Region aufgrund der Bestimmungen des Versailler Vertrags 1919 an Frankreich abgetreten werden und wurde Teil des Département Moselle. 
Im Zweiten Weltkrieg war die Region von der deutschen Wehrmacht besetzt.

### Bevölkerungsentwicklung
| Jahr      | 1962 | 1968 | 1975 | 1982 | 1990 | 1999 | 2007 | 2019 |
| Einwohner | 919  | 847  | 903  | 912  | 904  | 873  | 821  | 711  |

## Sehenswürdigkeiten
In der Umgebung von Saint-Quirin fanden sich Relikte aus prähistorischer Zeit. An der nahe gelegenen archäologischen Fundstätte Croix Guillaume wurden Relikte aus der Gallisch-Römischen Epoche entdeckt: eine Nekropole, Skulpturen, Stelen, Tongefäße und Schmuck.

### Weltliche Bauwerke
- mittelalterliche Häuser
- Presbyterium, ehemaliges Priorat aus dem Jahr 1711 mit geschnitztem Giebel, Erker, Kapitelsaal und einer Statue der Hl. Johann von Nepomuk aus dem 18. Jahrhundert.

### Kirchen

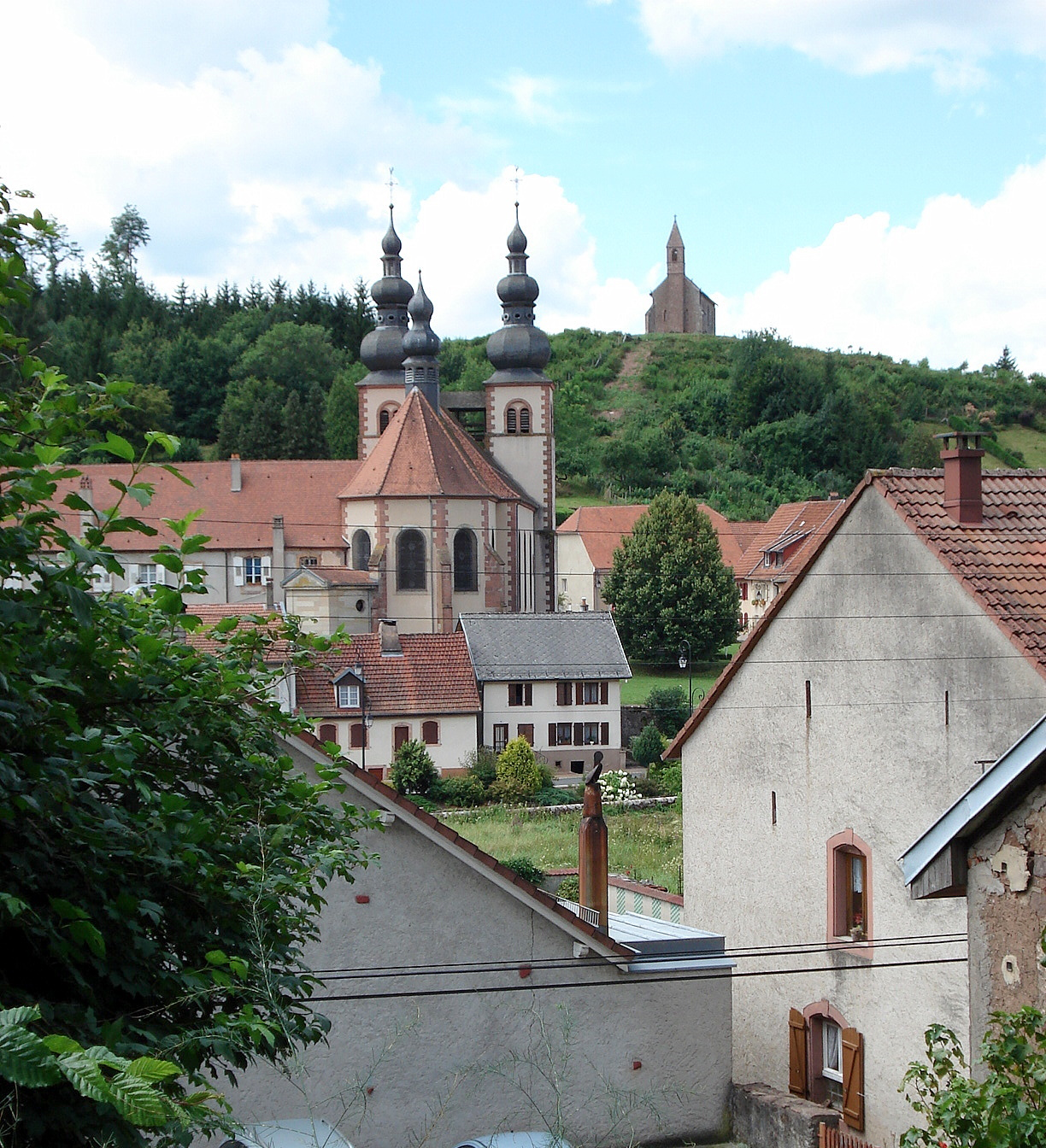
Barockkirche, auf dem Hügel im Hintergrund die Bergkapelle St. Claire

- Die Barockkirche St. Quirin, 1722 wiederaufgebaut, ist die ehemalige Kirche des Priorats: drei Zwiebeltürme, ein einzigartiges Kirchenschiff und die besondere Einrichtung machen sie sehenswert. Altäre und ein Chorgestühl aus dem 18. Jahrhundert, das sich über drei Ebenen erstreckt. In ihr befindet sich eine Orgel von Johann Andreas Silbermann aus dem Jahre 1746, die 1969 restauriert wurde.[4]
- Die Bergkapelle St. Claire wurde 1818 restauriert.

#### Kapelle St. Quirin

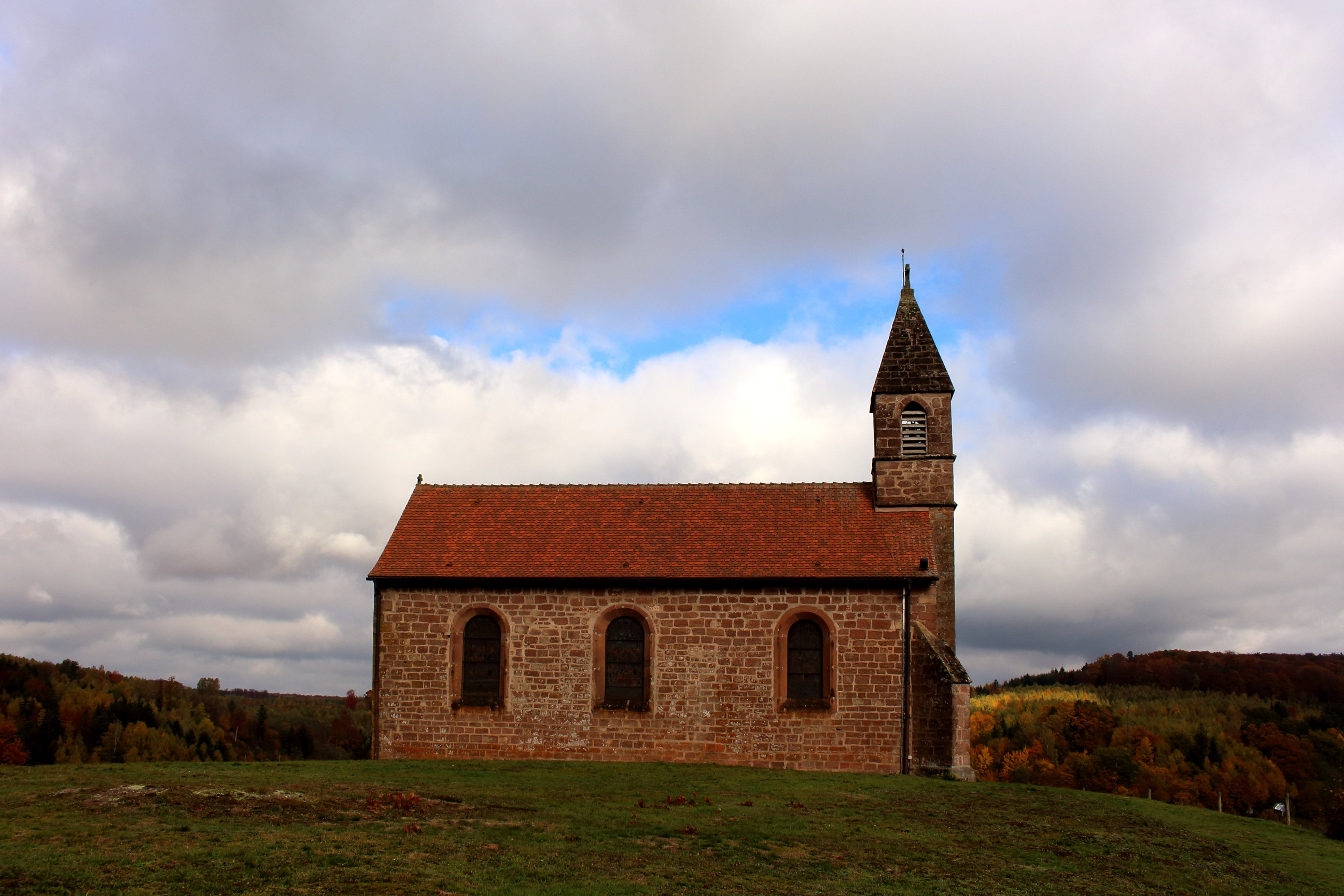
Außenansicht
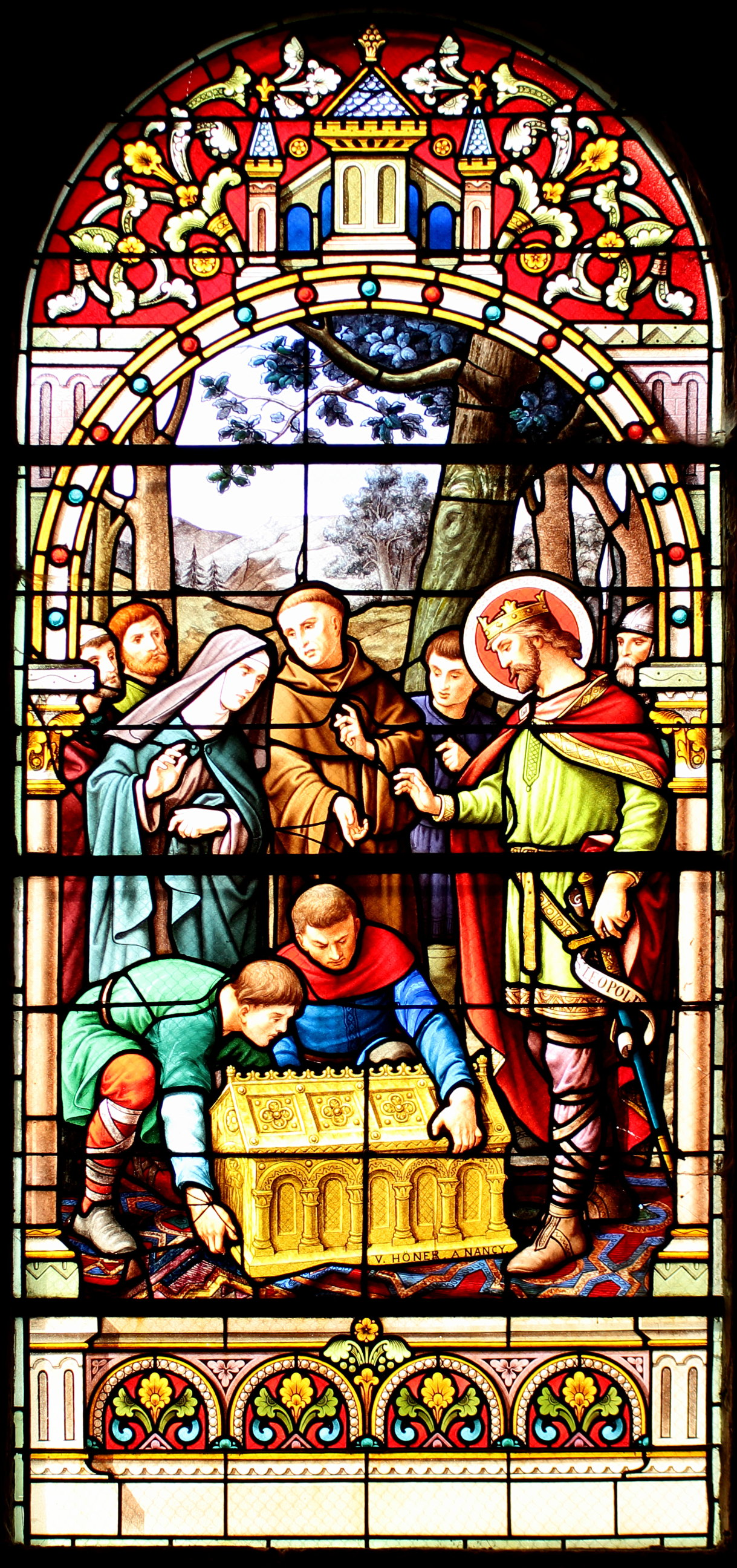
Kapellenfenster